# Microscelis
Microscelis is een voormalig geslacht van zangvogels uit de familie buulbuuls (Pycnonotidae).

## Soorten
Het geslacht kende de volgende soort:. De soort maakt tegenwoordig deel uit van het geslacht Hypsipetes.
- Microscelis amaurotis (Bruinoorbuulbuul)